# مطار أثينا الدولي
مطار أثينا الدولي (باليونانية: Διεθνής Αερολιμένας Αθηνών) (إياتا: ATH، إيكاو: LGAV) هو المطار الدولي الأكبر في اليونان ويخدم مدينة أثينا ومنطقة أتيكا. بدأ الخدمة في 28 آذار (مارس) 2001 وتبلغ مساحته 16,000 أكر (25.0 ميل2؛ 64.7 كـم2)، يبعد عن أثينا حوالي 30 كيلومتر (19 ميل)، وسعته السنوية 25 مليون راكب. وهو مهيأ لاستيعاب طائرة إيرباص إيه 380 أضخم طائرة ركاب في العالم بتصديق من وكالة الطيران الفدرالية ووكالة سلامة الطيران الأوروبية (EASA).
يُعد مطار أثينا القاعدة الرئيسية لخطوط طيران إيجه، بالإضافة إلى شركات طيران يونانية أخرى. وهو في الأساس حلّ محل مطار إلينيكون الدولي.

## شركات الطيران والوجهات

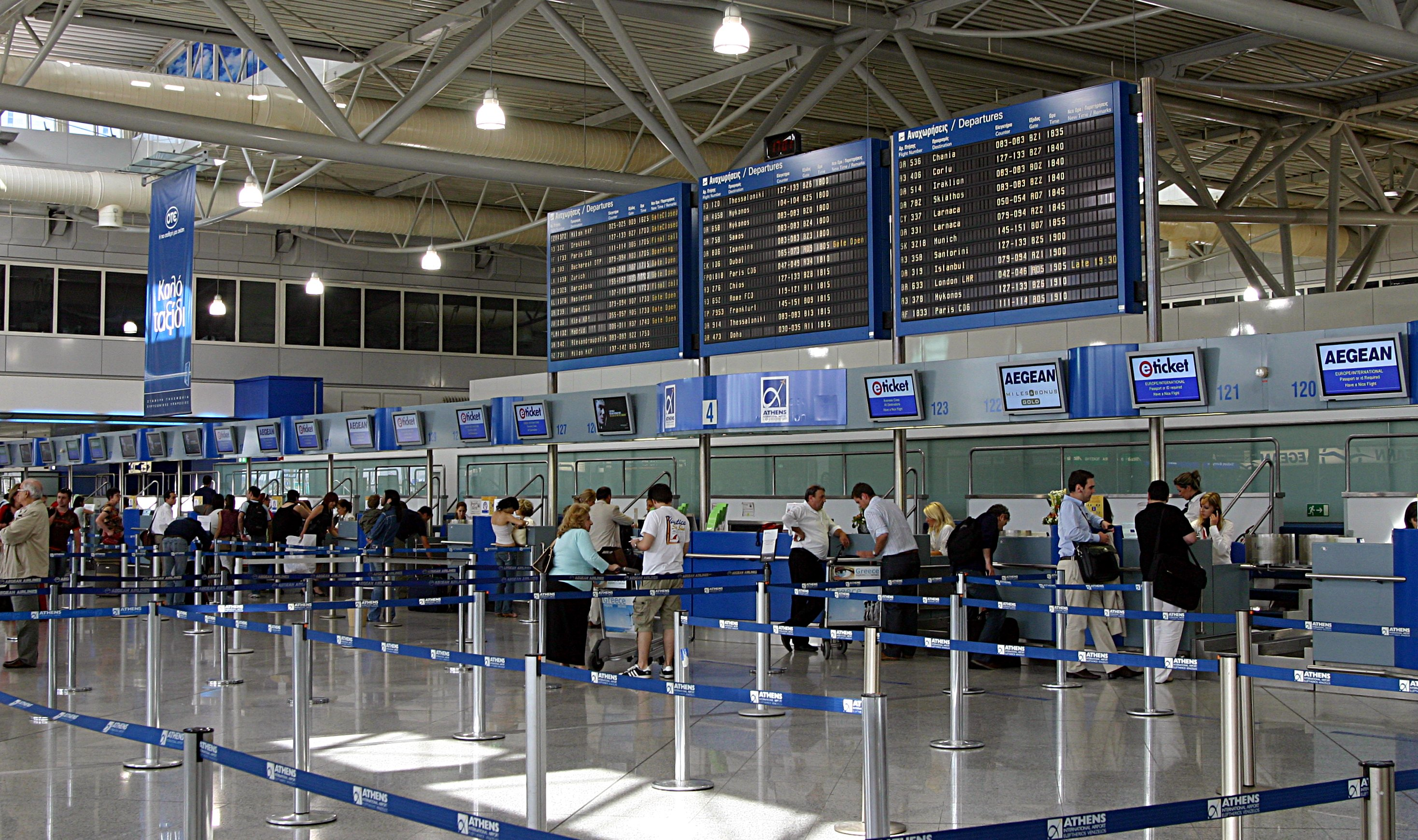
مكاتب تسجيل الوصول في مطار أثينا الدولي

تُشغّل الخطوط الجوية التالية رحلات منتظمة ومؤجرة من مطار أثينا:
| شركـات طيـران                    | الوجهات |
| -------------------------------- | --- |
| طيران إيجيان                     | مطار برج العرب الدولي، مطار الكسندروبوليس الدولي ‏، مطار الملكة علياء الدولي، مطار سخيبول أمستردام، مطار حيدر علييف الدولي (تستأنف 29 سبتمبر 2023)، مطار برشلونة الدولي، مطار بازل ميلوز فريبورغ الأوروبي، مطار بيروت رفيق الحريري الدولي، مطار بلغراد نيكولا تسلا، مطار برلين براندنبرغ، مطار بلباو، مطار برمينغهام، مطار بولونيا، مطار براتيسلافا الدولي (تبدأ في 14 سبتمبر 2023)، مطار بريستول، مطار بروكسل الدولي، مطار هنري كواندا الدولي، مطار بودابست فرانز ليست الدولي، مطار القاهرة الدولي، مطار خانية الدولي ‏، مطار كولونيا بون الدولي، مطار كوبنهاغن، Corfu، مطار الملك فهد الدولي، مطار دبلن الدولي، مطار دوسلدورف الدولي، مطار إدنبرة، مطار آيندهوفن، Florence، مطار فرانكفورت، مطار جنيف الدولي، مطار هامبورغ، مطار هلسنكي فانتا، مطار كاندية الدولي ‏، Ioannina، مطار إسطنبول الدولي، مطار عدنان مندريس، مطار الملك عبد العزيز الدولي، Kos، مطار كراكوف، مطار بوريسبيل الدولي (معلقة)، مطار لارنكا الدولي، مطار لشبونة، مطار لندن هيثرو، مطار لوكسمبورغ، مطار الأقصر الدولي (تبدأ في 11 نوفمبر 2023)، مطار مدريد باراخاس الدولي، مطار مالطا الدولي، مطار مانشستر، مطار مراكش المنارة الدولي، مطار مالبينسا، مطار دوموديدوفو الدولي (معلقة)، مطار ميونخ الدولي، مطار ميكونوس، Mytilene، مطار نابولي، مطار نيس كوت دازور، مطار أوسلو-غاردرموين، مطار باريس شارل ديغول، مطار بودغوريتسا الدولي، مطار فاكلاف هافيل الدولي، Rhodes، مطار ريغا الدولي، مطار الملك خالد الدولي، مطار ليوناردو دا فينشي، مطار سانتوريني (ثيرا) الوطني، مطار إسكوبية الدولي، مطار صوفيا، مطار ستوكهولم أرلاندا، مطار ستراسبورغ، مطار شتوتغارت الدولي، مطار تالين، مطار تبليسي الدولي، مطار بن غوريون الدولي، Thessaloniki، مطار تيرانا الدولي، مطار تونس قرطاج الدولي، مطار البندقية ماركو بولو، مطار فيينا الدولي، مطار وارسو فريدريك شوبان، مطار يريفان الدولي، مطار زغرب، مطار زيورخ الدولي موسمي: مطار بوردو ميرينياك، مطار كاتانيا-فونتاناروسا، مطار دوبروفنيك، مطار هانوفر لانغنهاغن، مطار إيبيزا، مطار اينسبوروك (تبدأ في 22 ديسمبر 2023)، Kalamata، مطار الكويت الدولي، مطار ليل، مطار ليوبليانا الدولي، مطار غاتويك، مطار ليون سانت إكسوبيري، مطار مالقة الدولي، مطار مارسيليا، مطار نانت، مطار نيوكاسل، مطار نورمبرغ، Olbia (تبدأ في 28 يونيو 2023)، مطار ميورقة، مطار بيزا الدولي (تستأنف 6 يوليو 2023)، مطار بورتو الدولي، مطار شرم الشيخ الدولي (تستأنف 13 أكتوبر 2023)، مطار إشبيلية، مطار سبليت، مطار تولوز بلانياك، مطار بلنسية موسمي عارض: Banja Luka ‏ (تبدأ في 1 يوليو 2023) |
| أير لينغس                        | موسمي: مطار دبلن الدولي |
| طيران البلطيق                    | مطار ريغا الدولي |
| طيران كندا                       | موسمي: مطار مونتريال الدولي، مطار تورونتو بيرسون الدولي |
| طيران الصين                      | مطار بكين العاصمة الدولي، مطار شانغهاي بودنغ الدولي |
| طيران أوروبا                     | موسمي: مطار مدريد باراخاس الدولي |
| الخطوط الجوية الفرنسية           | مطار باريس شارل ديغول موسمي: مطار مارسيليا، مطار نيس كوت دازور، مطار تولوز بلانياك |
| Air Mediterranean                | مطار بنينا الدولي، مطار دمشق الدولي |
| طيران صربيا                      | مطار بلغراد نيكولا تسلا موسمي: مطار نيش قسطنطين الأكبر |
| طيران ترانسات                    | موسمي: مطار مونتريال الدولي، مطار تورونتو بيرسون الدولي |
| الخطوط الجوية الأمريكية          | موسمي: مطار أوهير الدولي، مطار جون إف كينيدي الدولي، مطار فيلادلفيا الدولي |
| خطوط أركيا                       | مطار بن غوريون الدولي |
| الخطوط الجوية النمساوية          | مطار فيينا الدولي |
| Bluebird Airways                 | مطار بن غوريون الدولي |
| الخطوط الجوية البريطانية         | مطار لندن هيثرو |
| خطوط بروكسل الجوية               | موسمي: مطار بروكسل الدولي |
| طيران بلغاريا                    | مطار صوفيا |
| كوندور للطيران                   | موسمي: مطار دوسلدورف الدولي |
| الخطوط الجوية الكرواتية          | موسمي: مطار دوبروفنيك، مطار سبليت، مطار زغرب |
| Cyprus Airways                   | مطار لارنكا الدولي |
| خطوط دلتا الجوية                 | مطار جون إف كينيدي الدولي موسمي: مطار هارتسفيلد جاكسون، مطار لوجان الدولي |
| إيزي جيت                         | مطار بازل ميلوز فريبورغ الأوروبي، مطار لشبونة، مطار غاتويك، مطار مانشستر، مطار مالبينسا، مطار نابولي موسمي: مطار بريستول، مطار إدنبرة، مطار جنيف الدولي، مطار باريس أورلي |
| مصر للطيران                      | مطار القاهرة الدولي |
| إل عال                           | مطار بن غوريون الدولي |
| طيران الإمارات                   | مطار دبي الدولي، مطار نيوآرك ليبرتي الدولي |
| الخطوط الجوية الإثيوبية          | مطار أديس أبابا بولي الدولي |
| الاتحاد للطيران                  | مطار أبو ظبي الدولي |
| يورو وينجز                       | مطار كولونيا بون الدولي، مطار دوسلدورف الدولي، مطار فاكلاف هافيل الدولي، مطار شتوتغارت الدولي |
| طيران الخليج                     | مطار البحرين الدولي، مطار لارنكا الدولي |
| أيبيريا (شركة طيران)             | مطار مدريد باراخاس الدولي |
| يسرائير                          | مطار بن غوريون الدولي |
| إيتا (شركة طيران)                | مطار ليوناردو دا فينشي |
| جيت تو دوت كوم                   | مطار برمينغهام، مطار لندن ستانستد، مطار مانشستر |
| الخطوط الجوية الملكية الهولندية  | مطار سخيبول أمستردام |
| كوريا للطيران                    | موسمي عارض: مطار إنتشون الدولي |
| الخطوط الجوية الكويتية           | موسمي: مطار الكويت الدولي |
| لوفتهانزا                        | مطار فرانكفورت، مطار ميونخ الدولي |
| Marathon Airlines                | مطار بنينا الدولي |
| طيران الشرق الأوسط               | مطار بيروت رفيق الحريري الدولي |
| آير شاتل النرويجية               | موسمي: مطار كوبنهاغن، مطار هلسنكي فانتا، مطار أوسلو-غاردرموين، مطار ستوكهولم أرلاندا |
| Olympic Air                      | Chios، Ikaria، Ioannina، Karpathos، Kavala، Kefalonia، Kythira، Lemnos، Leros، Milos، Naxos، Paros، Samos، Sitia، مطار سكياثوس الدولي، Skyros، مطار زاكينثوس الدولي ‏ |
| خطوط بيغاسوس                     | مطار صبيحة كوكجن الدولي |
| بلاي (شركة طيران)                | مطار كيفلافيك الدولي |
| الخطوط الجوية القطرية            | مطار حمد الدولي |
| الملكية الأردنية                 | مطار الملكة علياء الدولي |
| رايان إير                        | مطار أوريو أل سيريو، مطار بولونيا، مطار بودابست فرانز ليست الدولي، مطار بروكسل شارلروا الجنوب، مطار دبلن الدولي، مطار كاتوفيتشي، مطار لندن ستانستد، مطار مالطا الدولي، Paphos، مطار ليوناردو دا فينشي، مطار فيينا الدولي موسمي: مطار برلين براندنبرغ، مطار كاتانيا-فونتاناروسا، مطار خانية الدولي ‏، مطار كولونيا بون الدولي، Corfu، مطار كراكوف، مطار لندن لوتن، مطار سانتوريني (ثيرا) الوطني، مطار بن غوريون الدولي، مطار فيلنيوس، مطار وارسو مودلين، مطار فروتسواف |
| الخطوط السعودية                  | موسمي: مطار الملك عبد العزيز الدولي، مطار الملك خالد الدولي |
| الخطوط الجوية الإسكندنافية       | مطار كوبنهاغن، مطار ستوكهولم أرلاندا موسمي: Gothenburg، مطار أوسلو-غاردرموين |
| سكوت للطيران                     | مطار شانغي سنغافورة |
| Sky Express ‏                     | مطار الكسندروبوليس الدولي ‏، Astypalaia، مطار بروكسل الدولي، مطار خانية الدولي ‏، Chios، Corfu، مطار كاندية الدولي ‏، Ikaria، Kalymnos، Karpathos، Kastoria، Kefalonia، Kithira، Kos، Kozani، مطار لارنكا الدولي، Lemnos، مطار غاتويك، مطار مالبينسا، Milos، مطار ميونخ الدولي، مطار ميكونوس، Mytilene، Naxos، مطار باريس شارل ديغول، Paros، Rhodes، مطار ليوناردو دا فينشي، Samos، مطار سانتوريني (ثيرا) الوطني، مطار سكياثوس الدولي، مطار صوفيا، Syros، Thessaloniki، مطار زاكينثوس الدولي ‏ |
| سكاي أب                          | مطار بوريسبيل الدولي (معلقة) |
| الخطوط الجوية الدولية السويسرية  | مطار جنيف الدولي، مطار زيورخ الدولي |
| تاروم                            | مطار هنري كواندا الدولي |
| ترانسافيا                        | مطار سخيبول أمستردام، مطار آيندهوفن، مطار باريس أورلي موسمي: مطار ليون سانت إكسوبيري، مطار مونبلييه ميديتيراني، مطار نانت |
| الخطوط الجوية التركية            | مطار إسطنبول الدولي |
| Tus Airways                      | مطار بن غوريون الدولي |
| الخطوط الجوية الدولية الأوكرانية | مطار بوريسبيل الدولي (معلقة) |
| الخطوط الجوية المتحدة            | موسمي: مطار نيوآرك ليبرتي الدولي، مطار واشنطن دولس الدولي |
| فولوتيا                          | مطار بوردو ميرينياك، مطار كاندية الدولي ‏، مطار ليون سانت إكسوبيري، مطار مارسيليا، مطار نانت، مطار سانتوريني (ثيرا) الوطني، مطار البندقية ماركو بولو موسمي: مطار باري كارل فويتيالا ‏، مطار بلباو، Cagliari، مطار دوبروفنيك، مطار ليل، مطار ميكونوس، مطار باليرمو الدولي، مطار ستراسبورغ، مطار تولوز بلانياك، Verona |
| خطوط فيولينغ الجوية              | مطار برشلونة الدولي |
| ويز للطيران                      | مطار أبو ظبي الدولي، مطار هنري كواندا الدولي، مطار بودابست فرانز ليست الدولي، مطار كاتوفيتشي، Kutaisi، مطار لارنكا الدولي، مطار غاتويك، مطار لندن لوتن، مطار مالبينسا، مطار بن غوريون الدولي، مطار تيرانا الدولي |